# 帕特南縣 (密蘇里州)
帕特南縣（英語：Putnam County）是美國密蘇里州北部的一個縣。面積1,346平方公里。根據美國2000年人口普查，共有人口5,223。縣治尤寧維爾 (Unionville)。
成立於1845年。縣名紀念七年戰爭和美國獨立戰爭英雄，伊斯雷尔·帕特南。